# Liste von Filmen, in denen Schach vorkommt
Diese Liste führt Filme auf, in denen das Schachspiel thematisiert wird oder zumindest eine Schachszene vorkommt. Zur Verarbeitung des Motivs oder Themas im Film siehe den Artikelabschnitt Schach im Film.

## Filmliste
| Filmtitel                                       | Jahr | Filmgenre                                                            | Schachlicher Bezug |
| ----------------------------------------------- | ---- | -------------------------------------------------------------------- | --- |
| Entr’acte                                       | 1924 | Avantgardefilm                                                       | In René Clairs 22-minütigem Stummfilm Entr’acte von 1924 spielt Marcel Duchamp mit Man Ray auf dem Dach des Théâtre des Champs-Élysées Schach, während Francis Picabia sie mit Wasser bespritzt. |
| Schachfieber                                    | 1924 | Schachfilm                                                           | Mit Weltmeister José Raúl Capablanca in einer Nebenrolle und Schachmeistern als Statisten |
| Der Schachspieler                               | 1927 | Drama (Stummfilm)                                                    | |
| The Bishop Murder Case                          | 1930 | Krimi                                                                | Bishop bezeichnet auch den Läufer beim Schachspiel. |
| Casablanca                                      | 1942 | Melodrama                                                            | In der Eröffnungssequenz analysiert Humphrey Bogart eine Stellung, die aus einer von ihm tatsächlich gespielten Partie stammt. |
| Quo vadis?                                      | 1951 | Monumentalfilm                                                       | Der Film enthält eine kurze Schachszene zwischen Robert Taylor und Leo Genn. Anzumerken ist, dass der Film in der römischen Antike spielt, Schach aber erst im 9. Jahrhundert nach Europa kam. |
| Die linke Hand Gottes                           | 1955 | Drama                                                                | Die verwendete Partiestellung stammt aus der Partie Aaron Nimzowitsch – Simon Alapin, Wilna 1913. |
| Das siebente Siegel                             | 1957 | Drama                                                                | Mit Max von Sydow als Ritter, der mit dem Tod um sein Leben spielt |
| 8×8: A Chess Sonata in 8 Movements              | 1957 | Surrealismus                                                         | Ein Film von Hans Richter in Zusammenarbeit mit Marcel Duchamp und Jean Cocteau. In 8x8 – A Chess Sonata in 8 Movements verarbeitete Richter filmisch acht Schachpartien. Marcel Duchamp (in der Rolle als weißer König), Hans Arp, Alexander Calder, Jean Cocteau, Max Ernst, Richard Huelsenbeck, J. Levi, J. Matisse, Dorothea Tanning und Yves Tanguy. Auf einem riesigen Schachbrett, das die Künstler mit weißem Mehl auf Richters Grundstück in Connecticut „gemalt“ haben, werden Gedanken und Phantasien der Mitwirkenden dargestellt.                                                             |
| Der Hund von Baskerville                        | 1959 | Krimi                                                                | Dargestellt wird eine Partie zwischen Sherlock Holmes und Dr. Watson. |
| Schachnovelle                                   | 1960 | Drama nach der Schachnovelle von Stefan Zweig                        | Mit Curd Jürgens und Mario Adorf als Schachspieler |
| Der schweigende Stern                           | 1960 | Science Fiction nach dem Roman von Stanisław Lem                     | In einer Anfangsszene spielt ein Schachcomputer im Raumschiff den Schäferzug. |
| Lolita                                          | 1962 | Liebesdrama basierend auf dem Roman von Vladimir Nabokov             | In einer der Szenen spielt der Schriftsteller Humbert Humbert mit der Mutter Schach, während das Mädchen ihm einen Gute-Nacht-Kuss gibt. |
| Liebesgrüße aus Moskau                          | 1963 | Agenten-Thriller                                                     | Schachturnierszene mit Adaption der Partie Spasski – Bronstein, UdSSR-Meisterschaft 1960 |
| Zwei Trottel gegen Goldfinger                   | 1965 | Parodie auf Agentenfilme                                             | Goldfinger ist fanatischer Schachspieler. |
| Eine Tür fällt zu                               | 1965 | Thriller                                                             | Mit Maximilian Schell als Schachspieler |
| Weiß gibt auf                                   | 1966 | Krimi                                                                | Deutschsprachiges Fernsehkriminalspiel mit dem unglücklichen Apothekergehilfen Philip Mallard, dessen einzige Leidenschaft das Schachspielen ist. |
| Unter Wasser rund um die Welt                   | 1966 | Science-Fiction-Abenteuerfilm                                        | Schachturnier an Bord eines U-Bootes zwischen zwei Wissenschaftlern |
| Heiße Katzen                                    | 1967 | Agenten-Thriller                                                     | Eine Szene spielt in einem übergroßen Schachspiel |
| Thomas Crown ist nicht zu fassen                | 1968 | Krimi                                                                | Mit Steve McQueen und Faye Dunaway bei einer Schachpartie |
| 2001: Odyssee im Weltraum                       | 1968 | Science Fiction                                                      | Mit Gary Lockwood als Dr. Frank Poole, der die Partie Roesch – Schlage, Hamburg 1910 gegen den Computer HAL 9000 spielt |
| Der unheimliche Besucher                        | 1971 | Psychothriller                                                       | Schachspiel im Gefängnis zwischen Insasse und Wärter durch die Essensklappe der Zellentür |
| Getaway                                         | 1972 | Thriller                                                             | Schachszene im Gefängnis, welche die aussichtslose Lage des Protagonisten symbolisiert |
| Grossmeyster                                    | 1972 | Spielfilm                                                            | Drama um sowjetischen Profischachspieler, Cameo-Auftritte der Großmeister Viktor Kortschnoi, Michail Tal und Mark Taimanow. |
| Columbo: Schach dem Mörder                      | 1973 | Krimi                                                                | Schachszene beruht auf dem Außenseitersieg von Willem Wolthuis gegen Conel Hugh O’Donel Alexander, Maastricht 1946. |
| Die heiße Spur                                  | 1975 | Detektivfilm                                                         | Mit Gene Hackman als Schachspieler |
| Der Richter und sein Henker                     | 1975 | Nach dem Roman von Friedrich Dürrenmatt                              | Dürrenmatt tritt als Schachspieler auf. |
| Schach dem Roboter                              | 1976 | Horrorfilm                                                           | Ein Wissenschaftler setzt das Gehirn eines starken Schachspielers in einen Roboter ein. |
| Die Schachspieler                               | 1977 | Historienfilm                                                        | |
| Sindbad und das Auge des Tigers                 | 1977 | Abenteuerfilm                                                        | Prinzessin Farah spielt Schach gegen einen Pavian, der ursprünglich ein Mensch war, der durch schwarze Magie in einen Affen verwandelt wurde |
| Krieg der Sterne                                | 1977 | Science Fiction                                                      | Der Wookiee Chewbacca und der Droide R2-D2 spielen an Bord des Millennium Falken ein holografisches Schachspiel, dessen Spielfeld rund ist und dessen Spielfiguren durch animierte Aliens dargestellt werden. Bedient wird es über eine Schaltkonsole. |
| Schwarz und weiß wie Tage und Nächte            | 1978 | Schachfilm                                                           | Mit Bruno Ganz als Schachfanatiker |
| Belyy sneg Rossii                               | 1980 | Spielfilm                                                            | Verfilmung des Lebens des vierten Schachweltmeisters Alexander Aljechin; Drehbuch von Alexander Kotow. |
| Cruising                                        | 1980 | Spielfilm                                                            | Captain Edelson spielt gegen den Schachcomputer Boris. |
| Das Ding aus einer anderen Welt                 | 1982 | Science-Fiction Horror                                               | |
| Blade Runner                                    | 1982 | Science-Fiction                                                      | Verwendet in einer Schachszene die Unsterbliche Partie |
| 1984                                            | 1984 | Nach dem Roman von George Orwell                                     | In der Schlussszene symbolisiert eine Schachposition Hoffnungslosigkeit |
| Duell ohne Gnade                                | 1984 | Schachfilm                                                           | Im Mikrokosmos des Schachspiels spiegelt sich die politische Weltlage. Eine fiktive Geschichte, deren Einzelmotive stark auf diverse Duelle um die Schachmeisterschaft, vor allem zwischen Viktor Kortschnoi und Anatoli Karpow, zurückgehen. Mit Michel Piccoli als Schachweltmeister, Liv Ullmann, Leslie Caron und Bernhard Wicki. Der Originaltitel „La diagonale du fou“ bezieht sich auf die für den Läufer mögliche Diagonale auf dem Brett. Zugleich bedeutet „le fou“ auch „der Narr“. Ausgezeichnet mit dem Oscar als Bester ausländischer Film 1985.                                             |
| Die Grünstein-Variante                          | 1984 | Nach Hörspiel von Wolfgang Kohlhaase                                 | Drei Häftlinge im besetzten Paris 1939 beschäftigen sich mit dem Schachspiel; bei dem Filmtitel handelt es sich um ein ersticktes Matt durch einen Springer auf f2. |
| Zugzwang                                        | 1989 | Schachfilm                                                           | Regisseur Mathieu Carrière, selbst begeisterter Schachspieler, konnte Exweltmeister Anatoli Karpow für einen Cameo-Auftritt gewinnen. |
| M.A.R.K. 13 – Hardware                          | 1990 | Science Fiction                                                      | Der Chef des Sicherheitsdienstes spielt mit seinem Untergebenen Schach. Sie tun dies auf einem transparenten Kunststoffbrett – ohne erkennbare Felder – mit metallenen Schachfiguren. Der Chef setzt den Untergebenen mit dem „Sizilianischen Manöver“ (vermutlich Sizilianisches Mittelgambit, Sizilianische Verteidigung oder Sizilianisch im Anzuge) schachmatt und erklärt, dass sein Gegenspieler nicht wisse, was opfern heißt, Maschinen auch nicht, deswegen könne man so Computer „fertig machen“ (somit ist wahrscheinlich das Sizilianische Mittelgambit gemeint, indem Bauern geopfert werden). |
| Knight Moves – Ein mörderisches Spiel           | 1992 | Thriller                                                             | Mit Christopher Lambert als Schachgroßmeister |
| Bodyguard                                       | 1992 | Thriller, Liebesfilm                                                 | Schachpartie zwischen Frank Farmer (gespielt von Kevin Costner) und dessen Vater; eine Hängepartie, die seit drei Jahren andauert. |
| Das Königsspiel – Ein Meister wird geboren      | 1993 | Schachfilm nach der Lebensgeschichte von Joshua Waitzkin             | Mit Max Pomeranc in der Rolle Waitzkins |
| Fresh                                           | 1994 | Drama                                                                | |
| Geheimnisse                                     | 1994 |                                                                      | Basiert auf dem Roman „Das Geheimnis der schwarzen Dame“ des spanischen Schriftstellers Arturo Pérez-Reverte. |
| Die Verurteilten                                | 1994 | Drama                                                                | Um sich die Zeit im Gefängnis zu vertreiben und weil er seinem Mithäftling Red (Morgan Freeman) Schach beibringen möchte, schnitzt Andy Dufresne (Tim Robbins) die Spielfiguren für ein Schachbrett aus Alabaster und Speckstein zusammen. Dabei bezeichnet er Schach auch als das Spiel der Könige. |
| Assassins – Die Killer                          | 1995 | Thriller                                                             | |
| Lang lebe die Königin                           | 1995 | Kinderfilm                                                           | Die achtjährige Sara kauft ein Schachspiel und spricht mit den Figuren, besonders mit der weißen Königin. |
| Independence Day                                | 1996 | Science Fiction                                                      | Der von Jeff Goldblum dargestellte Protagonist wird durch eine Schachszene eingeführt. |
| Phenomenon – Das Unmögliche wird wahr           | 1996 | Science Fiction                                                      | Mit John Travolta als Protagonist, dessen auf übernatürliche Weise gesteigerte Intelligenz anhand einer Schachszene illustriert wird. |
| Geri’s Game                                     | 1997 | Kurzfilm / Animationsfilm / Schachfilm                               | Oscarprämiert; ein alter Mann spielt gegen sich selbst in einem Park Schach. |
| Alice im Spiegelland                            | 1998 | Nach dem Roman Alice hinter den Spiegeln von Lewis Carroll           | Mit Kate Beckinsale |
| Spiel der Spiele                                | 1999 |                                                                      | Ein Film um Schach, das Spiel der Könige; und um die Liebe, das ewige Spiel zwischen Mann und Frau mit Arthur Brauss und Tina Bordihn |
| Lushins Verteidigung                            | 2000 | Schachfilm nach der gleichnamigen Novelle von Vladimir Nabokov       | Mit John Turturro als Schachspieler; die Hauptfigur ist an Curt von Bardeleben angelehnt; schachlicher Berater des Films war Jon Speelman. |
| Teuflisch                                       | 2000 | Filmkomödie von Harold Ramis                                         | Der Teufel spielt mit Gott am Ende Schach. Dabei schummelt der Teufel (Elisabeth Hurley). |
| X-Men                                           | 2000 | Comicverfilmung                                                      | Charles Xavier (Patrick Stewart) und Magneto (Ian McKellen) spielen im Gefängnis gegeneinander Schach. |
| Harry Potter und der Stein der Weisen           | 2001 | Nach dem Roman von Joanne K. Rowling                                 | Enthält ein Spiel mit lebenden Figuren, bei dem Harry (Daniel Radcliffe), Ron (Rupert Grint) und Hermine (Emma Watson) drei Figuren ersetzen. Schachlicher Berater war Jeremy Silman. |
| Ein Chef zum Verlieben                          | 2002 | Komödie/Liebesfilm                                                   | George Wade (verkörpert von Hugh Grant) spielt gegen Tony (Dorian Missick) Schach. |
| Dawn of the Dead                                | 2004 | Horrorfilm                                                           | Police Officer Kenneth Rhodes spielt mit Andy dem Waffenladenbesitzer aus der Entfernung mittels Fernglas und Schreibtafeln auf den Hausdächern Schach gegeneinander, während sie von Zombies umringt sind. |
| Revolver                                        | 2005 | Drama/Thriller von Guy Ritchie                                       | Die Schachspielszene spiegelt die Handlung wider, der Film enthält viele beabsichte und wiederkehrende Anspielungen auf das Brettspiel, wie zum Beispiel die Felderanordnung und -anzahl. Der Film selbst wird von seinem Macher als „Schachspiel in einem Schachspiel in einem Schachspiel“ (Revolver is a chess game within a chess game, within a chess game…) bezeichnet. |
| Das Spiel des Lebens                            | 2005 | Schachfilm                                                           | Lehrer Mason (Ted Danson) eröffnet Schülern aus der Bronx eine neue Welt – indem er ihnen das Schachspielen beibringt. |
| Lucky Number Slevin                             | 2006 | Thriller                                                             | Slevin (Josh Hartnett) soll für einen Mafiaboss (Morgan Freeman) einen Mord begehen. Um sich über Slevins Zeitlimit zu einigen, spielen sie Schach. Des Weiteren spielt der Boss in derselben Szene mit Goodkat (Bruce Willis), einem Auftragskiller, Schach, während sie sich über das Mordopfer unterhalten. Durch mehrere Match Cuts entsteht der Eindruck, als würde sich Slevin mit Goodkat unterhalten. |
| Das Haus am See                                 | 2006 | Drama/Liebesfilm                                                     | Kate Forster (verkörpert von Sandra Bullock) spielt gegen ihren Hund Schach. |
| X-Men: Der letzte Widerstand                    | 2006 | Comicverfilmung                                                      | Magneto (Ian McKellen) hält Juggernaut (Vinnie Jones) beim Angriff auf das Gefängnis zurück und sagt: „In chess, the pawns go first.“ Am Ende des Films probiert Magneto eine metallische Schachfigur zu bewegen. |
| Der Andere                                      | 2008 | Drama über eine Dreiecksbeziehung                                    | Peter (gespielt von Liam Neeson) findet nach dem Tod seiner Frau Lisa heraus, dass es einen anderen Mann in ihrem Leben gab (Ralph, gespielt von Antonio Banderas). Peter sucht Ralph auf, ohne sich zu erkennen zu geben. Beim wiederholten Schachspiel unterhalten die beiden sich über Lisa. |
| 5150 Elm’s Way – Spiel um dein Leben            | 2009 | Horrorfilm                                                           | |
| Die Schachspielerin                             | 2009 | Nach dem gleichnamigen Roman von Bertina Henrichs                    | Eine Frau aus einfachen Verhältnissen emanzipiert sich. |
| Alice im Wunderland                             | 2010 | Fantasyfilm nach den Romanen von Lewis Carroll                       | Die Schlacht zwischen Alice (Mia Wasikowska) und dem Jabberwocky (Christopher Lee) sowie den Armeen der weißen (Anne Hathaway) und roten Königin (Helena Bonham Carter) findet auf einem schachbrettartigen Feld statt. Die Armeen haben sich zunächst – ähnlich wie Schachfiguren – an gegenüberliegenden Rändern des Feldes aufgestellt. |
| Sherlock Holmes: Spiel im Schatten              | 2011 | Thriller von Guy Ritchie, Nach einer Idee von Sir Arthur Conan Doyle | Sherlock Holmes und sein Erzfeind Professor Moriarty vergleichen ihre Handlungen mit den Zügen in einem gegenseitigen Schachspiel. Im Finale des Films sitzen Holmes und Moriarty bei einer Partie Blitzschach auf dem Balkon oberhalb der Reichenbachfälle und versuchen sich gegenseitig auszuspielen. |
| Breaking Dawn – Biss zum Ende der Nacht, Teil 1 | 2011 | Liebesfilm                                                           | Edward und Bella spielen während ihrer Flitterwochen mehrmals Schach gegeneinander. |
| X-Men: Erste Entscheidung                       | 2011 | Comicverfilmung                                                      | Charles Xavier (James McAvoy) und Magneto (Michael Fassbender) unterhalten sich nach einer Schachpartie auf den Stufen des Lincoln Memorial miteinander. Zudem spielen sie in einem Kaminzimmer gegeneinander. |
| Zug um Zug in den Wahnsinn                      | 2011 | Dokumentarfilm                                                       | Dokumentation über das Leben des Schachweltmeisters Bobby Fischer |
| Nico – Meister des Spiels                       | 2013 | Thriller                                                             | |
| Computer Chess                                  | 2013 | Komödie/Drama                                                        | |
| Bauernopfer – Spiel der Könige                  | 2014 | Filmbiographie                                                       | Bobby Fischer (Tobey Maguire) bereitet sich auf sein Duell mit Boris Spasski (Liev Schreiber) im Rahmen der Schachweltmeisterschaft 1972 vor. |
| X-Men: Zukunft ist Vergangenheit                | 2014 | Comicverfilmung                                                      | Charles Xavier (James McAvoy) und Magneto (Michael Fassbender) spielen im Flugzeug gegeneinander Schach. |
| Zug um Zug                                      | 2015 | Drama                                                                | |
| Magnus – Der Mozart des Schachs                 | 2016 | Dokumentarfilm                                                       | Lebensweg von Magnus Carlsen bis zum Weltmeistertitel 2013 |
| Queen of Katwe                                  | 2016 | Filmbiographie                                                       | Erzählt die Geschichte von Phiona Mutesi aus Uganda, die in kürzester Zeit zur Profi-Schachspielerin wurde, und von ihren Auftritten bei Weltschacholympiaden. |
| Magellan                                        | 2017 | Science-Fiction-Film                                                 | Fernschachpartie zwischen dem Astronauten Roger Nelson und seiner Frau. |
| Das Wunder von Marseille                        | 2019 | Filmbiographie                                                       | |
| The Coldest Game                                | 2019 | Agententhriller                                                      | |
| Das Damengambit / The Queen’s Gambit            | 2020 | 7-teilige Netflix-Dramaserie                                         | Die Dramaserie „Das Damengambit“ basiert auf dem Roman „The Queen’s Gambit“ von Walter Tevis (1983) und erzählt die Geschichte des Waisenmädchens Beth Harmon (Anya Taylor-Joy), die sich zu einer professionellen Schachspielerin entwickelt, aber mit Suchtproblemen kämpft. |
| Glory to the Queen                              | 2020 | Dokumentarfilm                                                       | |
| The World Champion                              | 2021 | Drama                                                                | |
| Ghostbusters: Legacy                            | 2021 | Fantasy-Komödie                                                      | Schachspiel mit einem unsichtbaren Gespenst. |
| Schachnovelle                                   | 2021 | Drama nach der Schachnovelle von Stefan Zweig                        | zweite Verfilmung der literarischen Vorlage |